# 벨라루스 국가 올림픽 위원회
벨라루스 국가 올림픽 위원회(벨라루스어: Нацыянальны алімпійскі камітэт Рэспублікі Беларусь, 러시아어: Национальный олимпийский комитет Республики Беларусь)는 벨라루스의 국가 올림픽 위원회이다. IOC 코드는 BLR이다. 본부는 민스크에 있으며 유럽 올림픽 위원회에 소속되어 있다.
1991년 3월 22일에 설립되었으며 1993년에 국제 올림픽 위원회의 승인을 받았다. 36개 국가 하계 스포츠 종목 연맹과 8개 국가 동계 스포츠 종목 연맹이 소속되어 있으며 벨라루스의 스포츠 발전을 담당한다. 또한 올림픽, 유러피언 게임을 비롯한 국제 스포츠 대회에 참가하는 벨라루스의 선수들을 대표한다.

## 같이 보기
- 올림픽 벨라루스 선수단